# Jaan Tõnisson

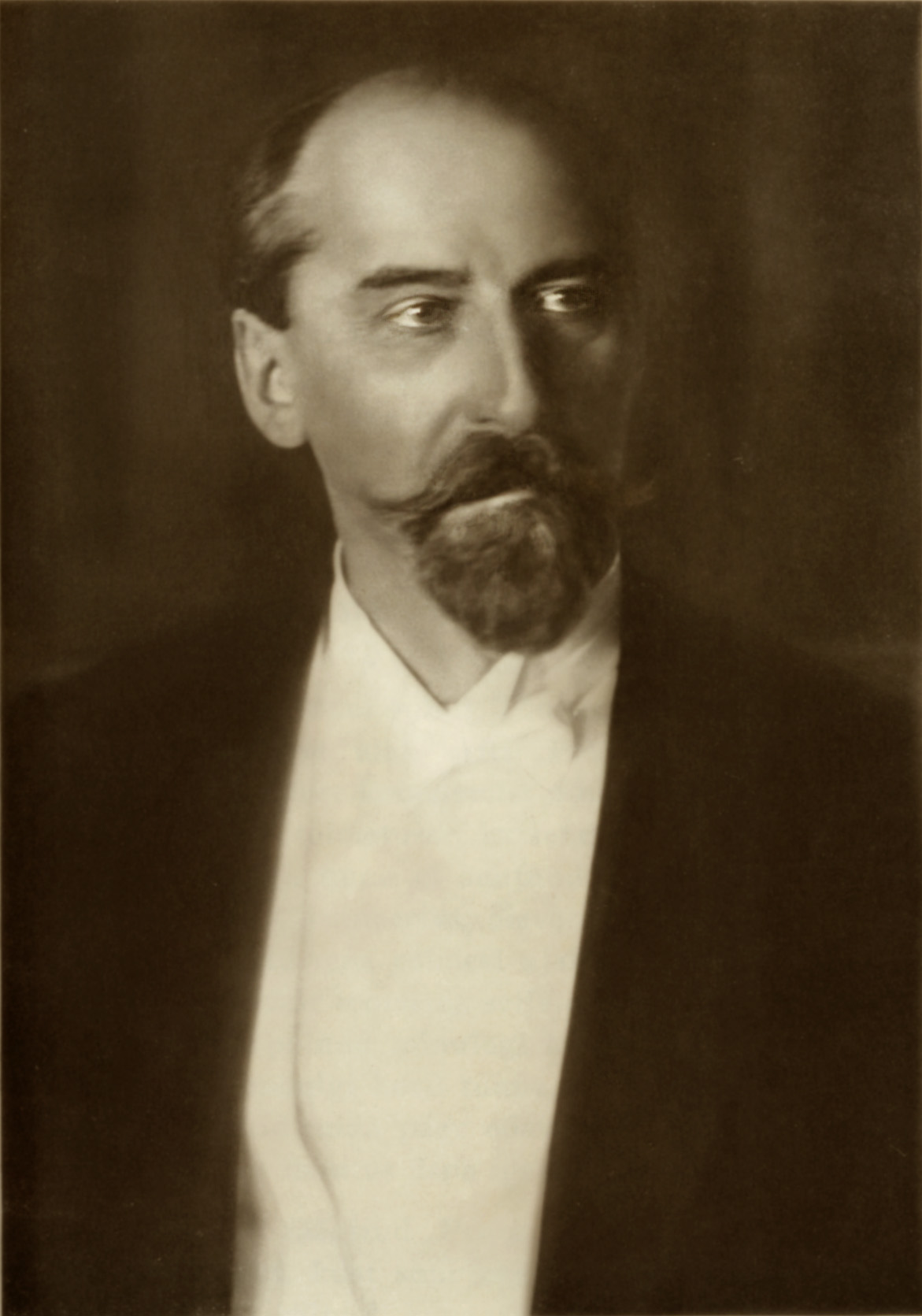
Jaan Tõnisson (1928)

Jaan Tõnisson (* 10. Dezemberjul. / 22. Dezember 1868greg. im Dorf Tänassilma, heute Landgemeinde Viiratsi/Kreis Viljandi; † Juli 1941 (?)) war ein estnischer Verleger, Politiker, Ministerpräsident und Staatsoberhaupt der Republik Estland.

## Zarenzeit
Tõnisson wurde als Sohn eines Landwirts geboren. Nach dem Abitur in Tallinn studierte er 1889–1892 Rechtswissenschaft an der Kaiserlichen Universität Dorpat. Bereits als Student war er im einflussreichen „Verein Studierender Esten“ (estnisch: Eesti Üliõpilaste Selts) aktiv, deren Vorsitzender er 1891/92 war. 1893 wurde Tõnisson Redakteur bei der Zeitung Postimees. Er fiel durch Artikel auf, die sich für eine Stärkung des estnischen Nationalbewusstseins und gegen die zaristischen Russifizierungstendenzen in Estland aussprachen. 1896 kaufte Tõnisson zusammen mit Freunden Postimees und baute seine Stellung als einer der führenden Publizisten des Landes aus.
Als mit der Revolution von 1905 der Zar weitere Rechte zugestehen musste, gründete Tõnisson mit der Nationalen Fortschrittspartei (Eesti Rahvameelne Eduerakond) die erste estnische Partei. 1905–1907 wurde er als erster namhafter estnischer Abgeordneter in die russische Staatsduma gewählt. Er setzte sich vehement für weitere Liberalisierungen und gegen den Terror zaristischer Strafbataillone ein. Nach der Auflösung der Duma durch den Zaren unterzeichnete er das Wyborger Manifest, das die Bevölkerung zu zivilem Ungehorsam aufrief. Die Folge waren seine Verhaftung 1908 und einige Monate Gefängnis.
Mit der Revolution von 1917 erkannte Tõnisson die Gunst der Stunde und forderte die volle Souveränität Estlands. Von den Bolschewiki ins Exil getrieben, blieb er im Ausland weiterhin aktiv und erlebte dort die estnische Unabhängigkeitserklärung am 24. Februar 1918.

## Republik Estland
Bei den Wahlen zur verfassunggebenden Versammlung im Frühjahr 1919 kam Tõnissons Partei nur auf Platz drei. Im November 1919 wurde Tõnisson jedoch zum Ministerpräsidenten berufen und hatte das Amt bis Juli 1920 inne. Nach dem Friedensvertrag von Tartu mit Sowjetrussland am 2. Februar 1920, der den Unabhängigkeitskrieg beendete und zur endgültigen Anerkennung der Republik Estland führte, verlor Tõnissons Partei an Popularität. Tõnisson gehörte aber weiterhin dem Parlament (Riigikogu) an und fungierte von Juli bis Oktober 1920 erneut als Ministerpräsident.
Tõnisson blieb einer der begabtesten estnischen Politiker der Zwischenkriegszeit. Von 1896 bis 1930 war er Eigentümer der größten Tageszeitung Postimees und 1896–1935 deren Chefredakteur. Ihm gehörten darüber hinaus eine große Druckerei und eine Buchhandlung in Tartu, daneben war er als Anwalt tätig. Von 1919 bis 1932 war er Vorsitzender der Estnischen Volkspartei (Eesti Rahvaerakond). 1923–1925 war Tõnisson Parlamentspräsident, 1931/32 estnischer Außenminister. Vom 9. Dezember 1927 bis 4. Dezember 1928 sowie vom 18. Mai 1933 bis 21. Oktober 1933 bekleidete er das Amt des estnischen Staatsoberhaupts (Riigivanem).
Mit der 1933 durch Volksentscheid angenommenen Verfassung und dem Beginn des autoritären Regimes unter Konstantin Päts ein Jahr später wurden die Parteien verboten und Bürgerrechte eingeschränkt. Die Regierung enteignete Postimees. Tõnisson wurde bald zum Gegenspieler Päts’ und 1938 erneut ins Parlament gewählt, wo er sich erfolglos für die Wiederherstellung der Demokratie einsetzte.

## Sowjetische Besatzung
Noch während der sowjetischen Besetzung Estlands im Sommer 1940 versuchte Tõnisson, bei den kommunistischen Scheinwahlen demokratische Gegenkandidaten aufzustellen. Im Dezember 1940 wurde er vom NKWD verhaftet. Sein weiteres Schicksal ist unbekannt. Vermutlich wurde er im Juli 1941 durch den NKWD erschossen.

## Würdigung
Jaan Tõnisson war einer der aktivsten und unerschrockensten politischen Persönlichkeiten im Estland der Zwischenkriegszeit. Er hat das estnische Staatswesen maßgeblich mitgeprägt. Seine zunächst nationalistischen Ansichten verband er im Laufe seines Lebens immer stärker mit sozialen, vor allem aber mit liberalen Vorstellungen. Seinen Einfluss hatte er weniger als Politiker denn als Publizist und Vordenker. Tõnissons Denkmal steht heute vor der Redaktion von Postimees in Tartu.